# Salmoa
Salmoa est un village camerounais situé dans la région du Littoral, dans le département du Moungo et dans l'arrondissement du Nlonako.

## Population et développement
En 1967, la population de Salmoa était de 257 habitants, essentiellement des Bakaka. Lors du recensement de 2005, elle était de 142 habitants.